# Marián Kello
Marián Kello (* 5. září 1982 Gelnica, Československo) je slovenský fotbalový brankář a bývalý reprezentant, momentálně hráč klubu FC VSS Košice.

## Klubová kariéra

### 1. FC Košice
Kello zahájil svou fotbalovou kariéru v 1. FC Košice, kde prošel všemi mládežnickými družstvy. V Košicích podepsal v 18 letech smlouvu, ale vzhledem k finančním těžkostem klubu odehrál jediný ligový zápas proti Artmedii Bratislava.

### FC Vítkovice
Poté přestoupil ve svých 19 letech do českého druholigového klubu FC Vítkovice, kde působil v letech 2002–2007.

### FBK Kaunas
Následoval přestup do litevského klubu FBK Kaunas, kde se uchytil v pozici brankářské jednotky a ihned po přestupu získal roku 2007 litevský ligový titul (hrálo se systémem jaro-podzim). V barvách Kaunasu také podal na mezinárodní scéně kvalitní výkony ve druhém předkole Ligy mistrů 2008/09 proti skotskému Rangers FC (finalistovi Poháru UEFA z předchozí sezóny), když v Glasgowě na Ibrox Stadium vychytal remízu 0:0 a doma výhru 2:1, což znamenalo senzační postup do třetího předkola. Ve třetím předkole Kaunas dvakrát podlehl dánskému Aalborg BK stejným výsledkem 0:2, nicméně výkony Kella přispěly k jeho přesunu do skotského Heart of Midlothian. Transfer ovlivnila i skutečnost, že Hearts a FBK Kaunas měly společného majitele, litevského miliardáře ruského původu Vladimira Romanova.

### Hearts of Midlothian FC
Klub Hearts of Midlothian oznámil 14. srpna 2008, že získal Mariána Kella do svých řad (nejprve sezónu 2008/09 na hostování, poté na přestup). Debutoval 23. srpna na stadionu Tynecastle proti St. Mirren FC a byla to vítězná premiéra, neboť Hearts porazili soupeře 2:1. Stabilní brankářskou jedničkou se stal až ke konci sezóny, ve které si nakonec připsal 13 startů. Na Ibrox Stadium se představil podruhé proti Rangers FC v nové roli hráče Hearts, tentokrát inkasoval dva góly a jeho tým prohrál 0:2. V závěrečném 38. kole skotské ligy cestoval na Celtic Park k zápasu proti druhému klubu z Glasgowa - Celticu, kterému šlo o ligový titul. Podal velmi jistý výkon a Hearts remizovali 0:0. Kello se ocitl v sestavě „jedenáctky ligového kola“. Hearts skončili v lize na 3. místě.
V klubu poté podepsal smlouvu (po ukončení hostování a rozvázání smlouvy s Kaunasem), zažil zde úspěšná léta, v sezóně 2010/11 získal několik ocenění. V dubnu 2012 ve skotském klubu předčasně skončil, nedohodl se na nové smlouvě.

### FC Astra Giurgiu
V září 2012 po úspěšných testech přestoupil jako volný hráč do rumunského klubu Astra Giurgiu, jenž se ještě nedlouho předtím jmenoval Astra Ploiești. Debutoval 5. října 2012 proti FC Vaslui, domácí zápas skončil remízou 1:1. Koncem října nastoupil ke druhému střetnutí proti FC Oțelul Galați a zápas se mu nevydařil. Šel na hřiště v 89. minutě místo zraněného brankáře Silvia Lunga a krátce poté (v 95. minutě) mu z rukou vypadl míč po lehkém centru na Bruca Inkanga, který pohodlně skóroval. Astra prohrála 1:2. Rozzuřený majitel klubu Ioan Nicolae se nechal slyšet, že Kello už další šanci nedostane. Slovenský brankář si sháněl další angažmá.

### Wolverhampton Wanderers FC
V březnu 2013 se domluvil na krátkodobém angažmá v anglickém druholigovém klubu Wolverhampton Wanderers. Po vypršení kontraktu byl v červenci 2013 na testech v jiném anglickém týmu Doncaster Rovers.

### St. Mirren FC
V říjnu 2013 podepsal krátkodobý kontrakt do ledna 2014 se skotským klubem St. Mirren. Debutoval 26. října v utkání proti domácímu týmu Dundee United, ale inkasoval 4 góly a St. Mirren prohrál 0:4. Poté ale podával kvalitní výkony a do konce roku odchytal 11 zápasů, z toho čtyři s čistým kontem. Trenér Danny Lennon stál o další spolupráci a Marián prodloužil smlouvu do konce sezóny 2013/14.

## Reprezentační kariéra

### A-mužstvo
Díky formě ve skotském Hearts debutoval 9. února 2011 v A-mužstvu Slovenska v přátelském utkání proti domácí reprezentaci Lucemburska. Kello nastoupil na hřiště v 77. minutě, zápas skončil překvapivou porážkou Slovenska 1:2. Do konce roku si připsal ještě další dva starty v národním dresu (přátelský proti Dánsku a kvalifikační proti Andoře).